# 보든아기섬
보든아기섬은 전라남도 여수시 삼산면 초도리에 있는 섬이다. 2011년 7월 13일 환경부장관이 특정도서로 지정·고시하였다.

## 특정도서
보든아기섬에는 섬 전체에 타포니가 발달하고, 후박나무군락, 후박나무-까마귀쪽나무 군락 등 다양한 상록활엽수가 분포하고 있고, 특정식물 Ⅳ등급종인 섬딸기, Ⅲ등급종인 상동나무, 다정큼나무, 까마귀쪽나무, 우무사스레피, 한국 특산식물인 맥도딸기가 분포하고 있어 독도 등 도서지역의 생태계보전에 관한 특별법에 의거 특정도서로 지정되었다.
- 지정일자 : 2011년 7월 13일
- 지정번호 : 제175호
- 면적 : 38,795m2
- 지번 : 전라남도 여수시 삼산면 초도리 산2934